# Palcapachylus bicalcariventris
Palcapachylus bicalcariventris is een hooiwagen uit de familie Gonyleptidae.